# Dream (youtuber)
Clay (* 12. srpna 1999), známý jako Dream, je americký youtuber, streamer, speedrunner a zpěvák. Proslavil se především hraním Minecraftu.

## Kariéra

### Youtube
Na YouTube natáčí od roku 2014, ale výraznou popularitu získal až v roce 2019, kdy vydal sérii „Minecraft Manhunt“. Pozornost také získal díky svým speedrunům z videohry Minecraft. Několik jeho speedrunů bylo smazáno kvůli důkazům o podvádění. Vytvořil vlastní Minecraft server Dream SMP. Hraje se na něm režim survival a je vytvořen pro více hráčů, ale pouze pro zvané.
Na platformě vlastní sedm kanálů. V letech 2020, 2021 a 2023 získal cenu Streamy Award.

### Hudba
V roce 2021 začal vydávat své vlastní popové písničky. V létě 2023 vydal své debutové EP To Whoever Wants to Hear. Vydaly ho nahrávací společnosti Mercury Records a Republic Records.

## Osobní život a identita
Svůj soukromý život si drží v tajnosti. Není o něm známo příliš informací. Jeho křestní jméno je Clay a narodil se 12. srpna 1999 v Orlandu. Bylo mu diagnostikováno ADHD.
Svůj obličej poprvé odhalil 2. října 2022.

## Diskografie

### EP
- To Whoever Wants to Hear (2023)

### Singly
| Název                                     | Rok  | Album                    |
| ----------------------------------------- | ---- | ------------------------ |
| "Roadtrip" (feat. PmBata)                 | 2021 | bez alba                 |
| "Mask"                                    | 2021 | bez alba                 |
| "Change My Clothes" (feat. Alec Benjamin) | 2021 | bez alba                 |
| "Until I End Up Dead"                     | 2023 | To Whoever Wants to Hear |
| "Everest" (feat. Yung Gravy)              | 2023 | To Whoever Wants to Hear |

## Ocenění a nominace
| Rok  | Ocenění         | Kategorie                   | Výsledek |
| ---- | --------------- | --------------------------- | -------- |
| 2020 | Streamy Awards  | Gaming                      | Výhra    |
| 2020 | Streamy Awards  | Breakout Creator            | Nominace |
| 2021 | Streamy Awards  | Gaming                      | Výhra    |
| 2021 | Streamy Awards  | Creator of the Year         | Nominace |
| 2021 | The Game Awards | Content Creator of the Year | Výhra    |
| 2022 | Streamy Awards  | Creator of the Year         | Nominace |
| 2022 | Streamy Awards  | Gamer                       | Nominace |
| 2023 | Streamy Awards  | Gamer                       | Výhra    |

| Prvenství                 | Rok  | Kategorie                                         |
| ------------------------- | ---- | ------------------------------------------------- |
| Guinnessova kniha rekordů | 2022 | Nejvíce odebíraný Minecraft kanál na YouTube      |
| Guinnessova kniha rekordů | 2022 | Nejsledovanější video ze hry Minecraft na YouTube |